# Верхнє Чупріяново
Верхнє Чупрія́ново (рос. Верхнее Чуприяново) — присілок у складі Підосиновського району Кіровської області, Росія. Входить до складу Підосиновського міського поселення.
Населення становить 76 осіб (2010, 79 у 2002).
Національний склад станом на 2002 рік — росіяни 90 %.